# 五里铺站 (兰州市)
五里铺站是一个位于中华人民共和国甘肃省兰州市城关区拱星墩街道东岗路与瑞德大道交叉口，属于兰州轨道交通1号线与2号线的地铁换乘站。1号线车站于2019年6月23日开通运营，2号线车站于2023年6月29日开通运营。该站为目前兰州轨道交通系统两个换乘站之一。

## 车站结构
五里铺站两线车站垂直布置，其中1号线车站沿东岗东路东西向布置，为地下三层双柱三跨岛式站台车站，车站长201米，标准段宽20.7米，2号线车站沿瑞德大道南北向布置，为地下二层岛式站台车站，车站长243.5米，标准段宽20.7米。车站地下一层为站厅层，地下二层为2号线站台层，地下三层为1号线站台层，站台设有节点换乘通道，连接1号线站台东部与2号线站台中部，但仅限2号线换乘1号线单向通行，1号线换乘2号线需绕行站厅。
|                   |  | █ 2号线往雁白大桥（张苏滩）     |
| 島式 · 開左邊车门 |  |                                 |
|                   |  | █ 2号线往东方红广场（团结新村） |

|                   |  | █ 1号线往陈官营（兰州大学） |
| 島式 · 開左邊车门 |  |                             |
|                   |  | █ 1号线往东岗（省气象局）   |

## 车站出口
五里铺站站共设5个出口，各出口及周围设施如下所示：
| 编号                | 建议前往的目的地 | 照片 | 无障碍设施 |
| ------------------- | ---------------- | ---- | ---------- |
| A · 出口            | 东岗东路北侧     |      | 不適用     |
| C · 出口            | 东岗西路北侧     |      | 不適用     |
| D · 出口 · （设有） | 东岗西路南侧     |      |            |
| F · 1 · 出口        | 东岗东路南侧     |      | 不適用     |
| F · 2 · 出口        | 东岗东路南侧     |      | 不適用     |
| 图例： 设有         |                  |      |            |

## 接驳交通

### 公交车
- 五里铺：4路、58路、75路、81路、106路、110路、117路、128路
- 瑞德大道：17路、81路、114路、124路

## 车站历史
- 2018年8月26日，车站主体结构封顶[4]。
- 2019年6月23日，车站随1号线通车开通[1]。
- 2023年6月29日，2号线一期工程通车，车站成为换乘车站[2]。